# Amo (J'aime)
Amo es el segundo álbum del cantante Salvatore Adamo distribuido en Chile por el sello EMI Odeón en el año 1967. Sólo existió la versión en francés pero se tradujeron algunas de sus canciones. Dichas traducciones también estuvieron a cargo de J. Córcega. El tema principal del álbum "J'aime" (Amo) fue luego más conocido como "Quiero" en su traducción al español.

## Lista de canciones

### Lado A
1. "J'aime" ("Amo")
2. "Du Soleil, Du Boulot" ("Sol y Trabajo")
3. "Elle Etait Belle Pourtant" ("Ella era bella aún")
4. "Tu Me Reviens" ("Vuelves a Mí")
5. "Sonnet Pour Notre Amour" ("Soneto para Nuestro Amor")
6. "La Complainte Des Elus" ("El Lamento de los Justos")

### Lado B
1. "Comme Toujours" ("Como Siempre")
2. "Ton Nom" ("Tu Nombre")
3. "Une Meche De Cheveux" ("Un Mechón de Cabellos")
4. "Princesses et Bergeres" ("Princesas y Pastoras")
5. "Ceux Que J'aime" ("A Quien Amo")
6. "Chanson en Rondelles" ("Canción con Estribillo")